# Tetsuya Totsuka
Tetsuya Totsuka (戸塚 哲也 Totsuka Tetsuya?,  nacido el 24 de abril de 1961 en Tokio) es un exfutbolista japonés que se desempeñaba como centrocampista.
Totsuka jugó 18 veces y marcó 3 goles para la Selección de fútbol de Japón entre 1980 y 1985. Totsuka fue elegido para integrar la selección nacional de Japón para los Juegos Asiáticos de 1982.

## Trayectoria

### Clubes
| Club           | País  | Año         |
| -------------- | ----- | ----------- |
| Verdy Kawasaki | Japón | 1979 - 1995 |
| Kashiwa Reysol | Japón | 1994        |

### Selección nacional
| Selección | País  | Año         |
| --------- | ----- | ----------- |
| Absoluta  | Japón | 1980 - 1985 |

## Estadística de equipo nacional
| Selección de Japón | Selección de Japón | Selección de Japón |
| Año                | Part.              | Goles              |
| ------------------ | ------------------ | ------------------ |
| 1980               | 4                  | 0                  |
| 1981               | 8                  | 0                  |
| 1982               | 4                  | 3                  |
| 1983               | 0                  | 0                  |
| 1984               | 0                  | 0                  |
| 1985               | 2                  | 0                  |
| Total              | 18                 | 3                  |

## Palmarés

### Títulos nacionales
| Título                   | Club           | País  | Año       |
| ------------------------ | -------------- | ----- | --------- |
| Copa Japan Soccer League | Yomiuri        | Japón | 1979      |
| Japan Soccer League      | Yomiuri        | Japón | 1983      |
| Japan Soccer League      | Yomiuri        | Japón | 1984      |
| Copa del Emperador       | Yomiuri        | Japón | 1984      |
| Copa Japan Soccer League | Yomiuri        | Japón | 1985      |
| Copa del Emperador       | Yomiuri        | Japón | 1986      |
| Japan Soccer League      | Yomiuri        | Japón | 1986-1987 |
| Copa del Emperador       | Yomiuri        | Japón | 1987      |
| Japan Soccer League      | Yomiuri        | Japón | 1990-1991 |
| Copa Japan Soccer League | Yomiuri        | Japón | 1991      |
| Japan Soccer League      | Yomiuri        | Japón | 1991-1992 |
| Copa J. League           | Verdy Kawasaki | Japón | 1992      |
| Copa J. League           | Verdy Kawasaki | Japón | 1993      |
| J1 League                | Verdy Kawasaki | Japón | 1993      |
| Copa J. League           | Verdy Kawasaki | Japón | 1994      |
| J1 League                | Verdy Kawasaki | Japón | 1994      |

### Distinciones individuales
| Distinción                  | Año  |
| --------------------------- | ---- |
| Japan Soccer League Best XI | 1981 |
| Japan Soccer League Best XI | 1983 |
| Japan Soccer League Best XI | 1984 |